# Románok Egyesüléséért Szövetség
A Románok Egyesüléséért Szövetség (románul Alianța pentru Unirea Românilor, AUR) jobboldali populista és nacionalista párt Romániában és Moldovában. A pártot 2019. szeptember 19-én alapították azzal a céllal, hogy részt vegyen a 2020-as romániai önkormányzati és parlamenti választásokon. A párt társelnökei George Simion és Claudiu Târziu.
A párt részt vett az önkormányzati választásokon, de nem szerzett sok szavazatot, és csak három városban jutott mandátumhoz. A parlamenti választásokon azonban az AUR a szavazatok 9%-át nyerte el az országban és a román diaszpórában, amivel meglepő módon a negyedik legnagyobb párt lett Romániában.
Az AUR célja az összes román egyesítése Romániában és a románok lakta szomszédos területeken, valamint a román diaszpóra támogatása más országokban. A párt törekedik Románia és Moldova egyesítésére, támogatja a NATO-tagságot, és kiáll Románia energiafüggetlenségének megteremtéséért. A pártot oltásellenesnek és magyarellenesnek tartják. A párt saját meghatározása szerint alappillérei a „család, nemzet, keresztény hit és szabadság”.

## Története
A Románok Egyesüléséért Szövetség hivatalosan 2019. szeptember 19-én alakult meg. Utóbb, a nagy egyesülés napján, 2019. december 1-jén a párt vezetője, George Simion, azt nyilatkozta, hogy a párt részt akar venni a 2020-as romániai önkormányzati és parlamenti választásokon. Simion korábban Románia és Moldova egyesítéséért kampányolt. A párt másik vezetője, Claudiu Târziu, a Koalíció a Családért tagja volt, amely sikertelenül kampányolt az azonos neműek házasságának megtiltásáért a 2018-as romániai alkotmánymódosító népszavazáson.
2020. június 26-án az AUR elítélte a román kormány érdektelenségét a Szerbiában és Ukrajnában élő román kisebbség jogait illetően, és azt ígérte, hogy a parlamentbe bekerülve teljes mértékben támogatni fogja ezeket. Két nappal később, Besszarábia, Észak-Bukovina és a Herca-vidék Szovjetunió általi annektálásának 80. évfordulóján, azt nyilatkozta, hogy „kötelességünk visszaszerezni államunkat.”
2020. júliusra az AUR már 22 fiókkal rendelkezett a román diaszpórában Európában és Észak-Amerikában. Az első az Egyesült Királyságban, Wolverhamptonban alakult.
Az AUR volt az egyedüli párt Romániában, amely kiállt Donald Trump mellett.

### 2020-as romániai önkormányzati választások
A 2020-as romániai önkormányzati választások során az AUR három településen (Amara, Pufești és Hosszúaszó) nyert polgármesteri széket.

### 2020-as romániai parlamenti választások
A 2020-as romániai parlamenti választások során az AUR meglepő módon magas szavazatszámot ért el. Az eredmények növelték a párt internetes népszerűségét is. A párt első helyen végzett a legnépesebb román diaszpóra, az olaszországi románok között, és szoros második lett a franciaországi románok és spanyolországi románok között. Első helyen végzett a Ciprusi Köztársaságban is.
A párt miniszterelnök-jelöltje Călin Georgescu volt, aki 17 éven át az Egyesült Nemzetek Szervezetének dolgozott.
Az AUR nyilatkozata szerint 2020. december 7-e és 8-a között 15 000 román csatlakozott a párthoz 24 óra leforgása alatt. Ugyanakkor azt is nyilatkozták, hogy a 2020–2024-es ciklusban állítólag 46 tagjuk lesz a román parlamentben.
A párt jó eredményeket ért el Moldva és Dobrudzsa falusi körzeteiben, ahol jellemzően a többi nagy párt dominál. Magas százalékszámot értek el azokban a megyékben, ahol a román ortodox egyház erős befolyással és nagy számú gyakorló hívővel rendelkezik; ezek a megyék Suceava (14,72%), Botoșani (14,62%), Neamț (14,4%), Constanța (14,2%) és Vrancea (13,43%) voltak.
A párt ugyanolyan módon használta az új kommunikációs csatornákat, mint a Nagy-Románia Párt (PRM) az 1990-es évek végén – 2000-es évek elején ért el jó választási eredményeket a România Mare című újsággal. Másik példa a Néppárt – Dan Diaconescu (PP-DD), amely az OTV televíziós csatorna segítségével jutott előre.
A Recorder romániai internetes média azt állította, hogy az AUR a választási kampányban alkalmazkodott a falusi környezethez, amely híján van a modern technológiának, és inkább a tömegek vágyaiban szereplő üzeneteket közvetítette egy összefüggő ideológia helyett. Ezen a módon a radikális üzenetek miatt rájuk szavazó mag mellett a populista üzenetekkel magukhoz tudták vonzani a szavazók szélesebb spektrumát is.

### 2020. decembertől
2021. január 22-én Simion bejelentette, hogy a párt európai szinten hivatalosan csatlakozni fog a Konzervatívok és Reformisták Szövetségéhez.
2021. februárban, miután Diana Iovanovici Șoșoacăt kizárták az AUR-ból, az AUR és a Szociáldemokrata Párt (PSD) több tagja megalapította a Román Nemzetség Pártját, amelynek a vezetője Ninel Peia korábbi PSD-tag lett.
2021. március 15-én bejelentette, hogy az AUR március 27-én, Besszarábia és Románia egyesülésének napján el kívánja kezdeni tevékenységét a Moldovai Köztársaságban is. A bejelentésnek megfelelőan a pártot március 27-én hivatalosan megalakították, és vezetője Vlad Bilețchi, ismert moldovai egyesüléspárti lett. Az AUR moldovai tagozata később bejelentette, hogy részt kíván venni a 2021-es moldovai parlamenti választásokon, amelyet 2021. július 11-én tartanak.

## Ideológiája
A párt honlapja szerint az AUR végső célja az összes román egyesítése, „bárhol éljenek is, Bukarestben, Temesváron, Jászvásáron, Csernyivciben, a Timok-völgyben, Olaszországban vagy Spanyolországban.” A párt saját meghatározása szerint négy alappillért a család, nemzet, keresztény hit és szabadság". Magukat az „Egyház védelmezőinek” nevezik. A párt ellenzi azt, amit gender-ideológiának nevez, és azt vallja, hogy egy nemzetnek csak akkor van esélye a túlélésre, ha a klasszikus családmodell eredeti modelljét alkalmazza.
A párt képviselői népszerűvé váltak a közösségi médiában azzal, hogy a kormány intézkedesei ellen foglaltak állást a Covid19-koronavírus-járvány idején. Az utóbb kizárt Șoșoacă például több ezer követőt gyűjtött össze. Az AUR-t retorikáját „gyógyszer- és oltásellenesnek” írták le. A párt kiáltványa ellenzi a szekularizmust és elítéli az ateizmust, ugyanakkor azt állítja, hogy Romániában üldözik a keresztényeket. A párt kritizálta a székely autonómiatörekvéseket a Székelyföldön kisebbségben levő románok jogaira gyakorolt hatása miatt, ami miatt magyarellenességgel vádolták. Ezt a vádat az AUR elnöke visszautasította, és a párt feljelentést tett a kampányukról hamis híreket terjesztő média ellen. Simion a lengyel Jog és Igazságosság pártot nevezte meg egyik példaképeként.
Az AUR vezetőként kívánja pozicionálni Romániát Közép- és Kelet-Európában az Európai Unión belül, és Romániába akarja integrálni a Moldovai Köztársaságot. A párt támogatja a NATO-t és úgy véli, hogy Moldova Romániába való integrálása a NATO keleti szárnyát erősítené.
Az AUR Románia energia-önellátására törkeszik, és eljárást kíván indítani a félresikerült posztkommunista privatizáció vélt felelősei ellen, és a feldolgozatlan faanyag exporttilalmával akar küzdeni az illegális fakitermelés ellen. Az AUT további az oktatási rendszer átalakítására és korszerűsítésére törekszik a politikai igazgatás túlsúlyának csökkentése által, azzal a céllal, hogy javítsa az oktatás minőségét és hozzáférhetőségét Romániában.

## Választási eredmények (Románia)

### Parlamenti választások
| Választás | Képviselőház | Képviselőház | Képviselőház | Szenátus   | Szenátus | Szenátus | Helyezés | Utóélet                                          |
| Választás | Szavazatok   | %            | Helyek       | Szavazatok | %        | Helyek   | Helyezés | Utóélet                                          |
| --------- | ------------ | ------------ | ------------ | ---------- | -------- | -------- | -------- | ------------------------------------------------ |
| 20201     | 535 828      | 9,08         | 33/330       | 541 935    | 9,17     | 14/136   | 4.       | A PNL–USR PLUS–RMDSZ-kormány ellenzéke(2020–tól) |

Megjegyzések
1 A Román Nemzetiség Pártja 1 szenátorát és 4 képviselőjét az AUR listáján választották meg.

### Önkormányzati választások

#### Országos eredmény
| Választás | Megyei tanácsosok (CJ) | Megyei tanácsosok (CJ) | Megyei tanácsosok (CJ) | Polgármesterek | Polgármesterek | Polgármesterek | Helyi tanácsosok (CL) | Helyi tanácsosok (CL) | Helyi tanácsosok (CL) | Szavazatok | %    | Helyezés |
| Választás | Helyek                 | %                      | Helyek                 | Szavazatok     | %              | Helyek         | Szavazatok            | %                     | Helyek                | Szavazatok | %    | Helyezés |
| --------- | ---------------------- | ---------------------- | ---------------------- | -------------- | -------------- | -------------- | --------------------- | --------------------- | --------------------- | ---------- | ---- | -------- |
| 2020      | 71 022                 | 0,99                   | 0/1340                 | 26 596         | 0,33           | 3/3176         | 35 797                | 0,45                  | 79/39900              | 71 022     | 0,99 | 12.      |

#### Bukarest polgármestere
| Választás | Jelölt         | Első forduló | Első forduló | Első forduló |
| Választás | Jelölt         | Szavazatok   | Százalék     | Helyezés     |
| --------- | -------------- | ------------ | ------------ | ------------ |
| 2020      | Claudiu Târziu | 4 445        | 0,67         | 7.           |

## Választási eredmények (Moldova)

### Parlamenti választások
| Választás | Moldova parlamentje | Moldova parlamentje | Moldova parlamentje | Helyezés | utóélet |
| Választás | Szavazatok          | %                   | Helyek              | Helyezés | utóélet |
| --------- | ------------------- | ------------------- | ------------------- | -------- | ------- |
| 2021      |                     |                     |                     |          |         |

## Fordítás
Ez a szócikk részben vagy egészben  az   Alliance for the Union of Romanians című angol Wikipédia-szócikk ezen változatának fordításán alapul.  Az eredeti cikk szerkesztőit annak laptörténete sorolja fel. Ez a jelzés csupán a megfogalmazás eredetét és a szerzői jogokat jelzi, nem szolgál a cikkben szereplő információk forrásmegjelöléseként.